# Sinopoda derivata
Sinopoda derivata là một loài nhện trong họ Sparassidae. S. derivata được miêu tả năm 2002 bởi Peter Jäger & Ono.